# Sportwagen-Weltmeisterschaft 1988

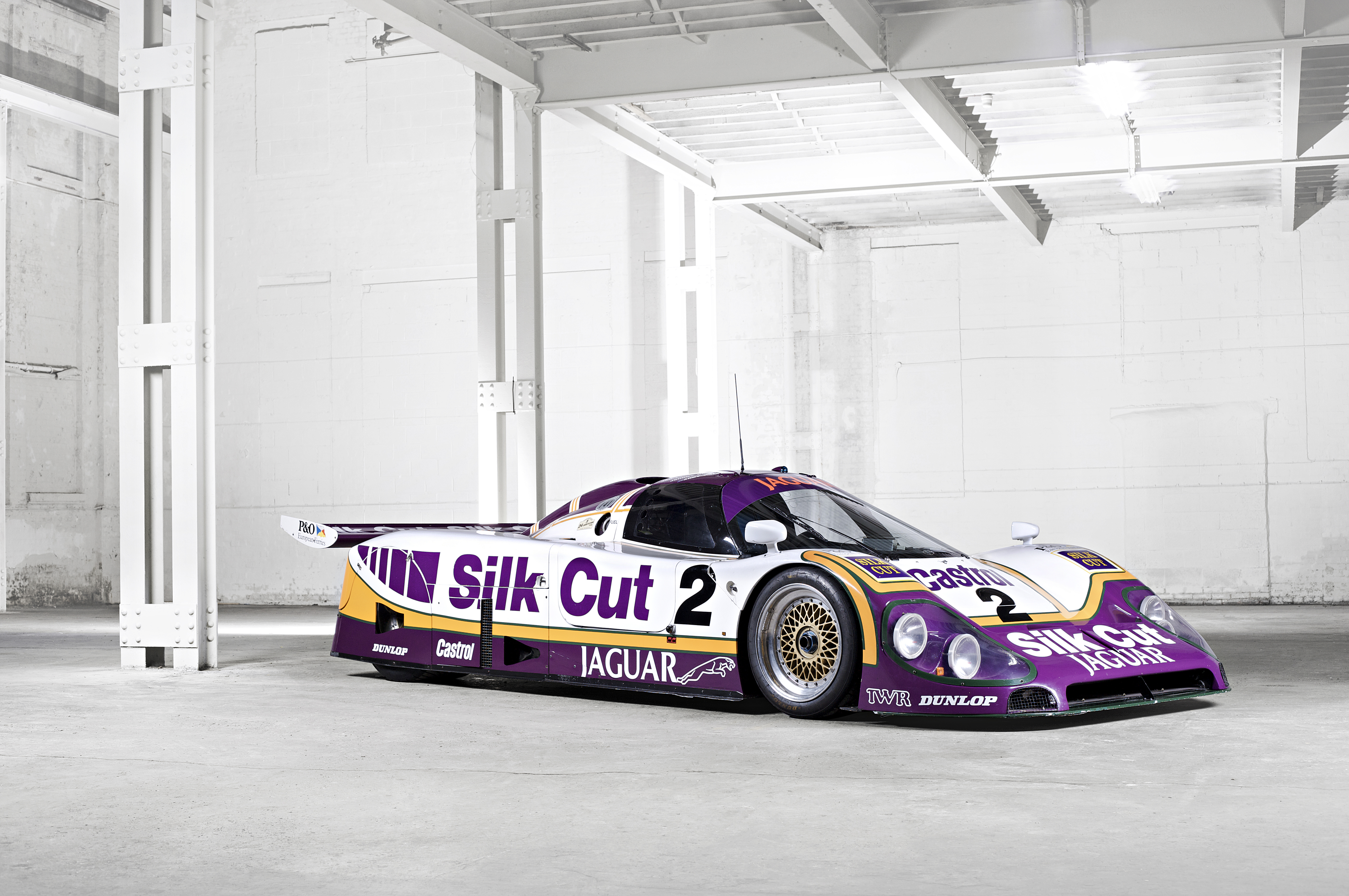
Weltmeisterschafts-Siegerwagen Jaguar XJR-9, in der Konfiguration für das 24-Stunden-Rennen von Le Mans

Die Sportwagen-Weltmeisterschaft 1988 war die 36. Saison dieser Meisterschaft. Sie begann am 6. März und endete am 20. November.

## Meisterschaft
1988 wurde die Punktevergabe in der Fahrer- und Marken-Weltmeisterschaft geändert. Die Sprintrennen, die eine Renndistanz von 360 Kilometern hatten, behielten die bisherige Zählweise. Die Punkte für die ersten zehn wurden wie folgt vergeben: 20-15-12-10-8-6-4-3-2-1. Bei den klassischen Langstreckenrennen, die über eine Distanz von 800 und 1000 Kilometern gefahren wurde, gab es eine Verdoppelung der Weltmeisterschaftspunkte. Beim 24-Stunden-Rennen von Le Mans erhöhten sich die zu erreichenden Werte um weitere 50 %. Um überhaupt Punkte zu erhalten, mussten 90 % der Renndistanz des Siegerteams bei den jeweiligen Rennen zurückgelegt worden sein. 
Zum zweiten Mal in Folge gewann das von Tom Walkinshaw geleitete Jaguar-Team die Sportprototypen-Weltmeisterschaft, diesmal mit deutlichem Vorsprung auf die Schweizer Sauber-Mannschaft. Den sechs Jaguar-Erfolgen standen zwar fünf Sauber-Siege gegenüber. Das britische Rennteam profitierte aber durch die Gesamtsiege bei den Langstreckenrennen und dem Lauf in Le Mans vom neuen sportlichen Reglement.
Fahrerweltmeister wurde Jaguar-Pilot Martin Brundle mit 240 Punkten und 32 Zählern Vorsprung auf den Sauber-Fahrer Jean-Louis Schlesser.

## Rennkalender
| Nr. | Datum          | Rennname / Rennstrecke                                              | Team                 | Gesamtsieger                                 | Fahrzeug              | Meisterschaft     |
| --- | -------------- | ------------------------------------------------------------------- | -------------------- | -------------------------------------------- | --------------------- | ----------------- |
| 1   | 6. März        | 800-km-Rennen von Jerez (Circuito de Jerez)                         | Team Sauber Mercedes | Jean-Louis Schlesser Jochen Mass Mauro Baldi | Sauber-Mercedes C9/88 | Marken und Fahrer |
| 2   | 13. März       | 360-km-Rennen von Jarama (Circuito del Jarama)                      | Silk Cut Jaguar      | Eddie Cheever Martin Brundle                 | Jaguar XJR-9          | Marken und Fahrer |
| 3   | 10. April      | 1000-km-Rennen von Monza (Autodromo Nazionale di Monza)             | Silk Cut Jaguar      | Eddie Cheever Martin Brundle                 | Jaguar XJR-9          | Marken und Fahrer |
| 4   | 5. Mai         | 1000-km-Rennen von Silverstone (Silverstone Circuit)                | Silk Cut Jaguar      | Eddie Cheever Martin Brundle                 | Jaguar XJR-9          | Marken und Fahrer |
| 5   | 11. – 12. Juni | 24-Stunden-Rennen von Le Mans (Circuit des 24 Heures)               | Silk Cut Jaguar      | Jan Lammers Johnny Dumfries Andy Wallace     | Jaguar XJR-9 LM       | Marken und Fahrer |
| 6   | 10. Juli       | 360-km-Rennen von Brünn (Automotodrom Brno)                         | Sauber Mercedes      | Jean-Louis Schlesser Jochen Mass             | Sauber-Mercedes C9/88 | Marken und Fahrer |
| 7   | 24. Juli       | 1000-km-Rennen von Brands Hatch (Brands Hatch)                      | Silk Cut Jaguar      | John Nielsen Martin Brundle Andy Wallace     | Jaguar XJR-9          | Marken und Fahrer |
| 8   | 4. September   | 1000-km-Rennen auf dem Nürburgring (Nürburgring)                    | Team Sauber Mercedes | Jean-Louis Schlesser Jochen Mass             | Sauber-Mercedes C9/88 | Marken und Fahrer |
| 9   | 18. September  | 1000-km-Rennen von Spa-Francorchamps (Circuit de Spa-Francorchamps) | Team Sauber Mercedes | Stefan Johansson Mauro Baldi                 | Sauber-Mercedes C9/88 | Marken und Fahrer |
| 10  | 9. Oktober     | 1000-km-Rennen von Fuji (Fuji Speedway)                             | Silk Cut Jaguar      | Eddie Cheever Martin Brundle                 | Jaguar XJR-9          | Marken und Fahrer |
| 11  | 20. November   | 360-km-Rennen im Sandown Park (Sandown International Motor Raceway) | Sauber Mercedes      | Jean-Louis Schlesser Jochen Mass             | Sauber-Mercedes C9/88 | Marken und Fahrer |

## Sportprototypen-Weltmeisterschaft für Rennteams

### Gesamtwertung
| Position | Team                       | Fahrzeug                            | 1  | 2  | 3  | 4  | 5  | 6  | 7  | 8  | 9  | 10 | 11 | Gesamt |
| -------- | -------------------------- | ----------------------------------- | -- | -- | -- | -- | -- | -- | -- | -- | -- | -- | -- | ------ |
| 1        | Silk Cut Jaguar            | Jaguar XJR-9                        | 30 | 20 | 40 | 40 | 60 | 15 | 40 | 30 | 30 | 40 | 12 | 357    |
| 2        | Team Sauber Mercedes       | Sauber C9                           | 40 | 15 | 30 | 30 |    | 20 | 24 | 40 | 40 | 16 | 20 | 275    |
| 3        | Joest Racing               | Porsche 962C                        | 24 | 3  | 20 | 20 | 36 | 8  | 30 | 24 |    | 24 |    | 189    |
| 4        | Brun Motorsport            | Porsche 962C                        | 12 | 10 | 24 |    | 12 |    |    | 16 | 20 |    |    | 94     |
| 5        | Spice Engineering          | Spice SE88C                         | 8  | 4  | 6  | 12 |    | 4  | 20 |    | 16 |    | 8  | 78     |
| 6        | Porsche AG                 | Porsche 962C                        |    |    |    |    | 45 |    |    |    |    | 30 |    | 75     |
| 7        | Swiss Team Salamin         | Porsche 962C                        | 4  |    | 4  | 8  |    | 2  | 8  | 4  | 8  |    |    | 38     |
| 8        | Porsche Kremer Racing      | Porsche 962C Porsche 962CK6         |    | 8  | 12 |    | 9  |    |    | 2  |    |    |    | 31     |
| 9        | Richard Lloyd Racing       | Porsche 962C GTi                    | 20 |    |    |    |    |    |    | 8  |    |    |    | 28     |
| 10       | From-A Racing              | Porsche 962C                        |    |    |    |    |    |    |    |    |    | 20 |    | 20     |
| 11       | GP Motorsport              | Spice SE87C                         |    | 6  |    |    |    |    | 12 |    |    |    |    | 18     |
| 12       | Chamberlain Engineering    | Spice SE86C                         | 2  | 1  |    |    |    | 1  | 6  |    | 4  |    | 2  | 16     |
| 13       | Team Davey                 | Tiga GC88 Porsche 962C              |    |    |    |    |    |    |    |    | 6  |    | 6  | 12     |
| 14       | Klemar Racing              | Tiga GC85 Tiga GC288                |    |    |    | 2  |    |    | 4  |    |    |    | 3  | 9      |
| 15       | Primagaz Compétition       | Cougar C20B Cougar C12 Porsche 962C |    |    | 8  |    |    |    |    |    |    |    |    | 8      |
| 16=      | ADA Engineering            | ADA 03                              |    |    |    |    |    |    |    |    |    |    | 4  | 4      |
| 16=      | Mazdaspeed                 | Mazda 757 Mazda 767                 |    |    |    | 4  |    |    |    |    |    |    |    | 4      |
| 16=      | Team Lucky Strike Schanche | Argo JM19C                          |    |    |    |    |    |    | 2  |    | 2  |    |    | 4      |
| 19       | Schuppan Racing Team       | Porsche 962C                        |    |    |    |    | 3  |    |    |    |    |    |    | 3      |
| 20       | Walter Maurer Racing       | Lotec C87                           |    |    |    |    |    |    |    |    |    |    | 1  | 1      |

### FIA Cup für Gruppe-C2-Teams
| Position | Team                        | Fahrzeug                | 1  | 2  | 3  | 4  | 5  | 6  | 7  | 8  | 9  | 10 | 11 | Gesamt |
| -------- | --------------------------- | ----------------------- | -- | -- | -- | -- | -- | -- | -- | -- | -- | -- | -- | ------ |
| 1        | Spice Engineering           | Spice SE88C             | 40 | 20 | 40 | 40 | 60 | 20 | 40 | 30 | 40 | 40 | 20 | 390    |
| 2        | Chamberlain Engineering     | Spice SE86C Spice SE88C | 24 | 15 | 24 | 16 |    | 12 | 20 | 24 | 24 | 16 | 10 | 185    |
| 3        | Kelmar Racing               | Tiga GC85 Tiga GC288    | 12 | 8  |    | 24 |    | 10 | 16 | 40 | 8  | 24 | 12 | 154    |
| 4        | GP Motorsport               | Spice SE87C             | 30 |    |    |    |    |    | 24 | 16 |    | 30 |    | 100    |
| 5        | Charles Ivey Racing         | Tiga GC287              | 16 |    |    | 20 | 36 |    | 6  |    |    |    |    | 78     |
| 6        | Team Lucky Strike Schanche  | Argo JM19C              | 20 | 3  |    |    | 12 |    | 12 |    | 20 |    |    | 67     |
| 7        | ADA Engineering             | ADA 03                  |    | 6  |    |    | 45 |    |    |    |    |    | 15 | 66     |
| 8        | PC Automotive               | Argo JM19C              |    |    |    | 12 |    |    | 8  | 20 | 16 |    |    | 56     |
| 9        | Roy Baker Racing            | Tiga GC286              |    |    |    | 8  | 18 | 8  |    | 12 |    |    |    | 46     |
| 10=      | MT Sport                    | Argo JM19C              |    |    |    | 30 |    |    |    |    | 6  |    |    | 36     |
| 10=      | Automobiles Louis Descartes | ALD 03 ALD 04           |    |    |    | 6  | 24 |    |    |    |    |    | 6  | 36     |

## Fahrer-Weltmeisterschaft

### Gesamtwertung
Weltmeisterschaftspunkte wurden für die besten sieben Platzierungen des Jahres vergeben. 
| Position | Fahrer               | Konstrukteur   | 1  | 2    | 3  | 4  | 5  | 6    | 7  | 8  | 9  | 10   | 11   | Gesamt |
| -------- | -------------------- | -------------- | -- | ---- | -- | -- | -- | ---- | -- | -- | -- | ---- | ---- | ------ |
| 1        | Martin Brundle       | Jaguar         |    | 20   | 40 | 40 |    | (15) | 40 | 30 | 30 | 40   | (12) | 240    |
| 2        | Jean-Louis Schlesser | Sauber         | 40 | (15) | 30 | 30 |    | 20   | 24 | 40 | 24 | (16) | (20) | 208    |
| 3        | Jochen Mass          | Sauber         | 40 |      | 30 | 30 |    | 20   |    | 40 | 24 |      | 20   | 204    |
| 4        | Mauro Baldi          | Sauber         | 40 | 15   | 30 | 24 |    | (10) | 24 |    | 40 |      | 15   | 188    |
| 5        | Eddie Cheever        | Jaguar         |    | 20   | 40 | 40 |    |      |    | 30 |    | 40   | 12   | 182    |
| 6        | Klaus Ludwig         | Porsche        | 24 |      | 16 |    | 45 |      | 30 |    |    | 30   |      | 145    |
| 7        | Louis Krages         | Porsche        | 6  | (3)  | 20 | 16 | 36 | 8    |    | 20 |    | 24   |      | 140    |
| 8        | Frank Jelinski       | Porsche        | 6  | 3    | 20 | 16 | 36 |      |    | 20 |    | 24   |      | 135    |
| 9        | Bob Wollek           | Porsche        | 24 |      | 16 | 20 |    | 8    | 30 | 24 |    |      |      | 122    |
| 10       | Jan Lammers          | Jaguar         |    |      |    |    | 60 | 12   |    | 6  | 30 |      | 10   | 118    |
| 11       | John Nielsen         | Jaguar         | 30 | 12   |    |    |    | 15   | 40 |    |    |      |      | 97     |
| 12=      | Ray Bellm            | Spice          | 12 | 6    | 10 | 10 |    | 6    | 24 |    | 16 |      | 10   | 94     |
| 12=      | Gordon Spice         | Spice          | 12 | 6    | 10 | 10 |    | 6    | 24 |    | 16 |      | 10   | 94     |
| 14       | Andy Wallace         | Jaguar         | 30 |      |    |    | 60 |      |    |    |    |      |      | 90     |
| 15       | Johnny Dumfries      | Jaguar         |    |      |    |    | 60 | 12   |    | 6  |    |      | 10   | 88     |
| 16       | Stanley Dickens      | Porsche        |    |      |    | 16 | 36 |      |    |    |    | 20   |      | 72     |
| 17=      | Almo Coppelli        | Spice          |    |      | 6  | 16 |    | 5    | 20 |    | 20 |      |      | 72     |
| 17=      | Thorkild Thyrring    | Spice          |    |      | 6  | 16 |    | 5    | 20 |    | 20 |      |      | 72     |
| 19       | Derek Bell           | Porsche        | 20 |      |    |    | 45 |      |    |    |    |      |      | 65     |
| 20       | Manuel Reuter        | Porsche        | 12 | 10   |    |    |    |      |    | 16 | 20 |      |      | 58     |
| 21       | Stefan Johansson     | Sauber Toyota  |    |      |    |    |    |      |    |    | 40 |      | 15   | 55     |
| 22       | James Weaver         | Sauber Porsche | 20 |      |    | 24 |    | 10   |    |    |    |      |      | 54     |
| 23       | Oscar Larrauri       | Porsche        |    | 6    | 24 |    |    |      |    |    | 20 |      |      | 50     |
| 24       | Hans-Joachim Stuck   | Porsche        |    |      |    |    | 45 |      |    |    |    |      |      | 45     |
| 25       | John Watson          | Jaguar         | 30 | 12   |    |    |    |      |    |    |    |      |      | 42     |
| 26=      | Massimo Sigala       | Porsche        |    | 2    | 24 |    | 12 |      |    |    |    |      |      | 38     |
| 26=      | Antoine Salamin      | Porsche        | 4  |      | 4  | 8  |    | 2    | 8  | 4  | 8  |      |      | 38     |
| 28=      | Uwe Schäfer          | Porsche        | 12 | 10   |    |    | 12 |      |    |    |    |      |      | 34     |
| 28=      | Jesús Pareja         | Porsche        | 6  |      |    |    | 12 |      |    | 16 |    |      |      | 34     |
| 30       | David Hobbs          | Porsche        |    |      |    |    | 24 |      |    | 8  |    |      |      | 32     |
| 31=      | Franz Konrad         | Porsche        |    |      |    |    | 24 | 6    |    |    |    |      |      | 30     |
| 31=      | Larry Perkins        | Jaguar         |    |      |    |    | 30 |      |    |    |    |      |      | 30     |
| 31=      | Derek Daly           | Jaguar         |    |      |    |    | 30 |      |    |    |    |      |      | 30     |
| 31=      | Kevin Cogan          | Jaguar         |    |      |    |    | 30 |      |    |    |    |      |      | 30     |
| 35=      | Costas Los           | Spice          | 10 |      |    |    |    |      |    | 16 |    |      |      | 26     |
| 35=      | Hideki Okada         | Porsche        |    |      |    |    | 6  |      |    |    |    | 20   |      | 26     |
| 37=      | Paolo Barilla        | Porsche Toyota |    |      |    |    |    |      |    | 24 |    |      |      | 24     |
| 37=      | Didier Theys         | Porsche        |    |      |    |    | 24 |      |    |    |    |      |      | 24     |
| 39       | Volker Weidler       | Porsche        |    | 8    | 12 |    |    |      |    | 2  |    |      |      | 22     |
| 40=      | Bruno Giacomelli     | Porsche        |    |      | 12 |    | 6  |      |    | 2  |    |      |      | 20     |
| 40=      | Philippe Streiff     | Sauber Porsche |    |      |    | 20 |    |      |    |    |    |      |      | 20     |
| 42=      | Claude Ballot-Léna   | Spice          | 6  | 3    |    |    |    |      | 10 |    |    |      |      | 19     |
| 42=      | Jean-Louis Ricci     | Spice          | 6  | 3    |    |    |    |      | 10 |    |    |      |      | 19     |
| 44=      | Michael Andretti     | Porsche        |    |      |    |    | 18 |      |    |    |    |      |      | 18     |
| 44=      | John Andretti        | Porsche        |    |      |    |    | 18 |      |    |    |    |      |      | 18     |
| 44=      | Mario Andretti       | Porsche        |    |      |    |    | 18 |      |    |    |    |      |      | 18     |
| 47       | Kris Nissen          | Porsche        |    |      | 8  |    | 9  |      |    |    |    |      |      | 17     |

### FIA Cup für Gruppe-C2-Fahrer
In dieser Tabelle werden die ersten 36 Positionen der Weltmeisterschaft erfasst.
| Position | Fahrer             | Konstrukteur | 1  | 2    | 3  | 4  | 5  | 6    | 7  | 8  | 9   | 10 | 11   | Gesamt |
| -------- | ------------------ | ------------ | -- | ---- | -- | -- | -- | ---- | -- | -- | --- | -- | ---- | ------ |
| 1=       | Gordon Spice       | Spice        | 40 | 20   | 40 | 30 | 60 | (20) | 40 |    | 30  |    | (20) | 260    |
| 1=       | Ray Bellm          | Spice        | 40 | 20   | 40 | 30 | 60 | (20) | 40 |    | 30  |    | (20) | 260    |
| 3        | Thorkild Thyrring  | Spice        |    | (12) | 30 | 40 |    | 15   | 30 | 30 | 40  | 40 |      | 225    |
| 4        | Almo Coppelli      | Spice        |    | 12   | 30 | 40 |    | 15   | 30 | 30 | 40  |    |      | 197    |
| 5        | Vito Veninata      | Tiga         | 8  | 8    |    | 24 |    | 10   | 16 | 40 | (8) | 24 |      | 130    |
| 6=       | Claude Ballot-Léna | Spice        | 24 | 15   | 24 | 16 |    |      |    | 20 |     | 2  |      | 101    |
| 6=       | Jean-Louis Ricci   | Spice        | 24 | 15   | 24 | 16 |    |      |    | 20 |     | 2  |      | 101    |
| 8        | Costas Los         | Spice        | 30 |      |    |    |    |      | 24 | 16 |     | 30 |      | 100    |
| 9        | Pasquale Barberio  | Tiga         | 8  | 8    |    | 24 |    | 10   |    | 40 | 8   |    |      | 98     |
| 10       | John Sheldon       | ADA Tiga     |    | 6    |    |    | 36 |      |    | 12 | 20  |    |      | 74     |
| 11       | Ranieri Randaccio  | Tiga Lancia  | 12 |      |    |    |    |      | 16 |    | 4   | 24 | 12   | 68     |
| 12       | Jirō Yoneyama      | JTK ADA      |    |      |    |    | 45 |      |    |    |     | 20 |      | 65     |
| 13=      | Nick Adams         | Spice        |    | 10   |    |    |    | 12   |    | 24 |     |    | 10   | 56     |
| 13=      | Richard Piper      | Argo         |    |      |    | 12 |    |      | 8  | 20 | 16  |    |      | 56     |
| 13=      | Olindo Iacobelli   | Argo         |    |      |    | 12 |    |      | 8  | 20 | 16  |    |      | 56     |
| 13=      | Wayne Taylor       | Spice Tiga   | 16 |      |    |    |    |      | 24 | 16 |     |    |      | 56     |
| 17       | Richard Jones      | Spice        |    |      |    |    |    |      |    | 24 | 24  |    |      | 48     |
| 18       | Ian Harrower       | ADA          |    |      |    |    | 45 |      |    |    |     |    |      | 45     |
| 19       | Martin Schanche    | Argo         | 20 |      |    |    | 12 |      | 12 |    |     |    |      | 44     |
| 20       | Tim Harvey         | Tiga         | 16 |      |    | 20 |    |      | 6  |    |     |    |      | 42     |
| 21       | Eliseo Salazar     | Spice        |    |      |    |    |    |      |    |    |     | 40 |      | 40     |